# Urakami-Kathedrale

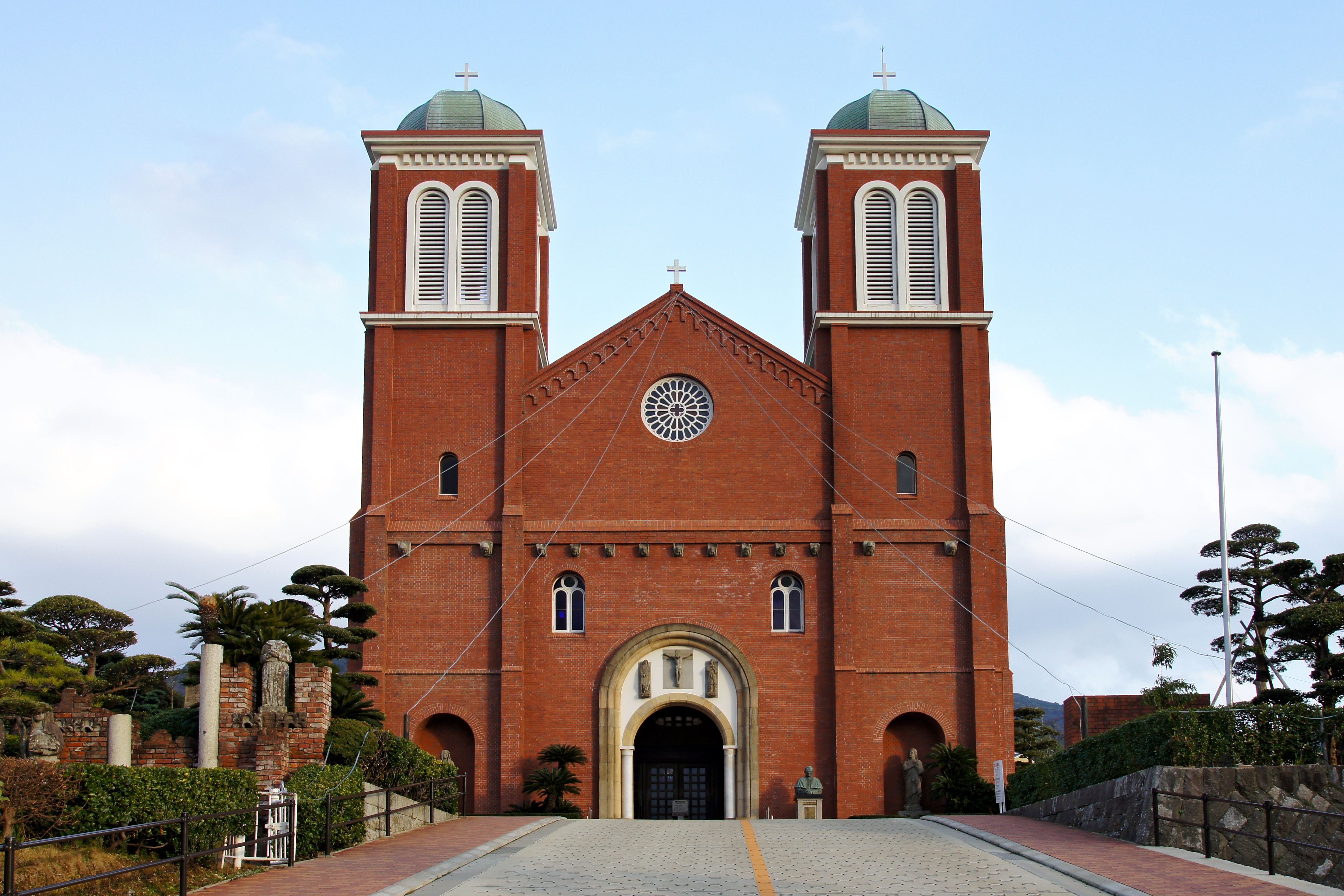
Urakami-Kathedrale

Die römisch-katholische Urakami-Kathedrale (jap. 浦上天主堂, Urakami Tenshudō), auch St. Mary’s Cathedral, befindet sich in der japanischen Stadt Nagasaki, Präfektur Nagasaki im Stadtteil Motoomachi.

## Geschichte

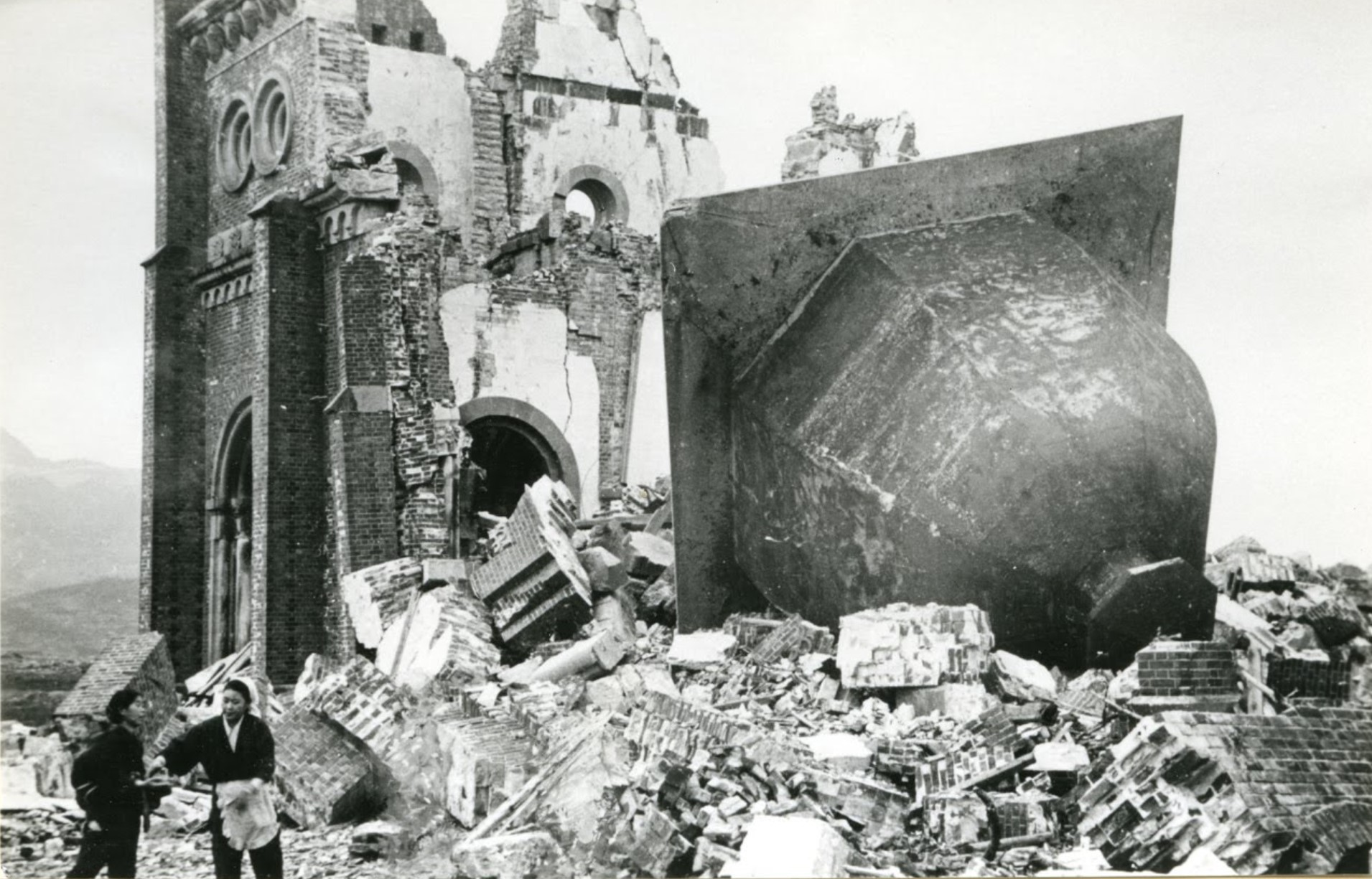
Urakami Tenshudō, katholische Kirche in Nagasaki, am 7. Januar 1946

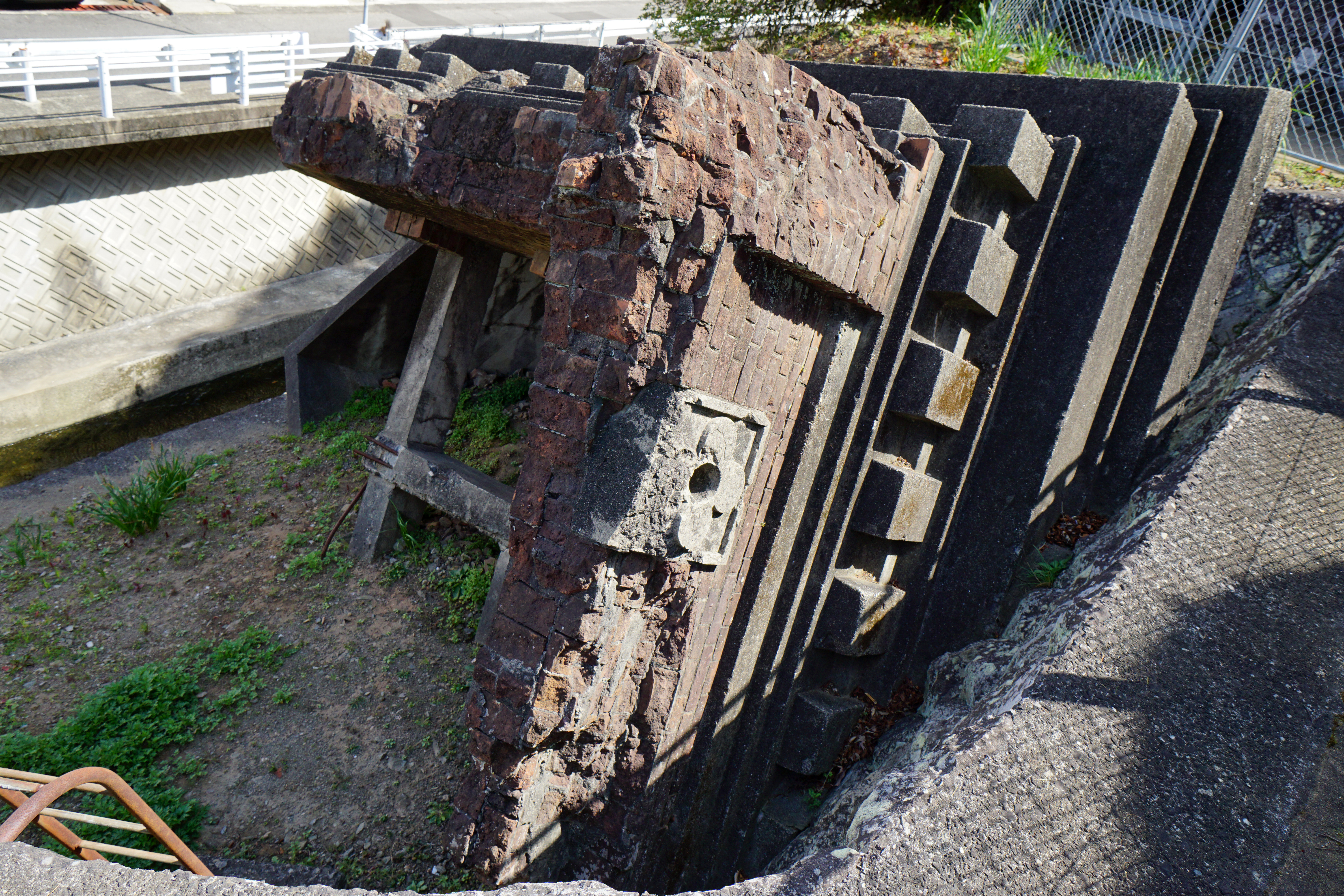
Turmfragment der alten Kathedrale (2020)

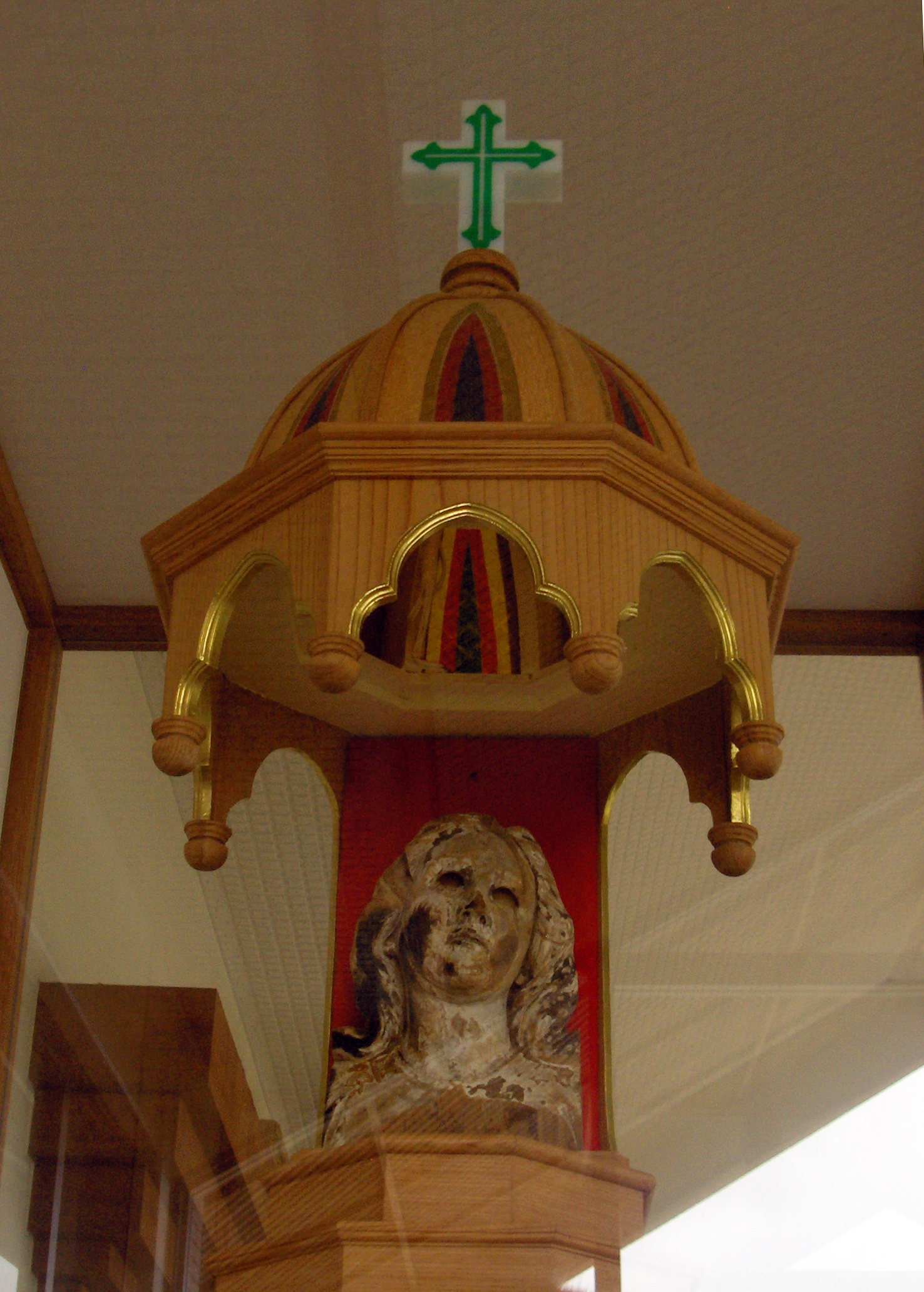
Die Jungfrau von Urakami

1895 wurde der Bau der Urakami-Kathedrale begonnen und erst 1925 beendet. Sie diente als Kathedrale des Bistums (seit 1959 Erzbistums) Nagasaki.
Nur 20 Jahre später wurde sie durch den Atombombenabwurf am 9. August 1945 um 11:02 Uhr fast vollständig zerstört. Die Bombe verfehlte das eigentliche Ziel, die Mitsubishi-Werke, um gut zwei Kilometer. Das Explosionshypozentrum (Ground Zero) war so nur etwa 500 Meter vom Gotteshaus entfernt. Als der Haiku-Dichter Mizuhara Shūōshi die Ruinen besuchte, verfasste er deutlich betroffen vom sich ihm bietenden Schreckensbild das Gedicht Die traurige, heilige Ruine in der Mitte des werdenden Vorsommers.
Die Ruine wurde ab April 1958 abgerissen, um Platz für einen Ersatzbau an gleicher Stelle zu schaffen. Im Oktober 1959 wurde die neue Kathedrale fertiggestellt. Einige erhaltene Überreste der alten Kirche, darunter mehrere Statuen sowie Trümmer eines Glockenturms, wurden stabilisiert und sind Mahnmal für Krieg und Zerstörung.
In einem Schrein in der Kathedrale ist der Kopf einer hölzernen Marienstatue zu sehen, der in den Trümmern der alten Kathedrale gefunden worden war. Das Kunstwerk, an dem noch die Beschädigungen durch die Atombombenexplosion zu sehen sind, wird Jungfrau von Nagasaki, Verbrannte Jungfrau oder Jungfrau von Urakami genannt.

## Orgel
Die Orgel wurde 1996 von der britischen Orgelbaufirma Mander Organs erbaut. Sie wurde den 26 Märtyrern von Nagasaki gewidmet. Das Instrument hat 52 Register auf drei Manualen und Pedal.
| I Grande Organ C–g3 |      |
| Montre              | 16′  |
| Montre              | 8′   |
| Flûte harmonique    | 8′   |
| Violoncelle         | 8′   |
| Bourdon             | 8′   |
| Prestant            | 4′   |
| Flûte à fuseau      | 4′   |
| Doublette           | 2′   |
| Fourniture IV       | 2′   |
| Cymbale IV          | 2⁄3′ |
| Cornet V            | 8′   |
| Bombarde            | 16′  |
| Trompette           | 8′   |
| Clairon             | 4′   |
| Tremblant           |      |

| II Positif C–g3  |        |
| Montre           | 8′     |
| Flûte à Cheminée | 8′     |
| Prestant         | 4′     |
| Flûte douce      | 4′     |
| Nazard           | 2 ⁄3′  |
| Doublette        | 2′     |
| Quarte de Nazard | 2′     |
| Tierce           | 1 3⁄5′ |
| Sesquialtera II  | 2 ⁄3′  |
| Plein Jeu IV     | 1 ⁄3′  |
| Cromorne         | 8′     |
| Tremblant        |        |

| III Recit expressif C–g3 |       |
| Quintaton                | 16′   |
| Diapason                 | 8′    |
| Cor de Nuit              | 8′    |
| Flûte traversière        | 8′    |
| Viole de Gambe           | 8′    |
| Voix Céleste TC          | 8′    |
| Octave                   | 4′    |
| Flûte Octaviante         | 4′    |
| Doublette                | 2′    |
| Sesquialtera II          | 2 ⁄3′ |
| Plein Jeu IV             | 1 ⁄3′ |
| Basson                   | 16′   |
| Trompette harmonique     | 8′    |
| Basson-Hautbois          | 8′    |
| Voix Humaine             | 8′    |
| Clairon Harmonique       | 4′    |
| Tremblant                |       |

| Pédal C–g3      |        |
| Subbass         | 32′    |
| Montre          | 16′    |
| Soubasse        | 16′    |
| Principal       | 8′     |
| Flûte bouchée   | 8′     |
| Octave          | 4′     |
| Mixture V       | 3 1⁄5′ |
| Contre Bombarde | 32′    |
| Bombarde        | 16′    |
| Trompette       | 8′     |
| Clairon         | 4′     |

- Koppeln: II/I, III/I, III/II, I/P, II/P, III/P